# Liste des députés européens du Danemark de la 6e législature

Cet article présente l'ensemble des députés européens ayant siégé pour le Danemark lors de la mandature 2004-2009.

## Députés européens élus en 2004
| Nom                   | Liste                                         | Groupe parlementaire européen |
| --------------------- | --------------------------------------------- | ----------------------------- |
| Margrete Auken        | Parti socialiste populaire danois             | Verts/ALE                     |
| Jens-Peter Bonde      | Mouvement de juin                             | IND/DEM                       |
| Niels Busk            | Venstre                                       | ADLE                          |
| Mogens Camre          | Parti populaire danois                        | UEN                           |
| Ole Christensen       | Parti social-démocrate                        | PSE                           |
| Anne Elisabet Jensen  | Venstre                                       | ADLE                          |
| Dan Jørgensen         | Parti social-démocrate                        | PSE                           |
| Anders Samuelsen      | Parti social-libéral danois                   | ADLE                          |
| Ole Krarup            | Mouvement populaire contre l'Union européenne | GUE/NLG                       |
| Henrik Dam Kristensen | Parti social-démocrate                        | PSE                           |
| Poul Nyrup Rasmussen  | Parti social-démocrate                        | PSE                           |
| Karin Riis-Jørgensen  | Venstre                                       | ADLE                          |
| Gitte Seeberg         | Parti populaire conservateur                  | PPE-DE                        |
| Britta Thomsen        | Parti social-démocrate                        | PSE                           |

## Entrants/Sortants
| Entrant              | Parti                                         | Groupe  | En remplacement de    | Date              | Motif                                                   |
| -------------------- | --------------------------------------------- | ------- | --------------------- | ----------------- | ------------------------------------------------------- |
| Christel Schaldemose | Sociaux-démocrates                            | PSE     | Henrik Dam Kristensen | 14 octobre 2006   |                                                         |
| Søren Søndergaard    | Mouvement populaire contre l'Union européenne | GUE/NGL | Ole Krarup            | 1er janvier 2007  | Raisons de santé                                        |
| Johannes Lebech      | Parti social-libéral                          | ADLE    | Anders Samuelsen      | 29 septembre 2007 | Devenu député lors des élections législatives de 2007   |
| Christian Rovsing    | Parti populaire conservateur                  | PPE-DE  | Gitte Seeberg         | 29 novembre 2007  | Devenue députée lors des élections législatives de 2007 |
| Hanne Dahl           | Mouvement de juin                             | ID      | Jens-Peter Bonde      | 9 mai 2008        | Retraite                                                |

## Changement d'affiliation
| Membre        | Parti                        | Parti             | Groupe | Groupe  | Date       |
| Membre        | Ancien                       | Nouveau           | Ancien | Nouveau | Date       |
| ------------- | ---------------------------- | ----------------- | ------ | ------- | ---------- |
| Gitte Seeberg | Parti populaire conservateur | Nouvelle Alliance | PPE-DE | PPE-DE  | 7 mai 2007 |